# 巴沙帕·达纳帕·贾蒂
巴沙帕·达纳帕·贾蒂（Basappa Danappa Jatti，1913年9月10日—2002年6月7日），台湾译名巴索帕·达诺帕·贾提，港澳译名巴萨帕·达纳帕·贾蒂，是印度第五任副总统，曾在1977年2月11日至7月25日代理总统。他出生于印度萨拉瓦戈市的卡纳迪戈林戈雅特家族。